# 徐鍾恂
徐鍾恂（?—?），字信伯，號紹泉，江蘇山陽人。清末翰林。

## 生平
光绪三十年（1904年）甲辰恩科殿試二甲第一名，選庶吉士，散館授編修。光緒三十二年（1906年）赴日本東京留學。宣統三年（1911年）秋，掌清江法院。一年後歸田养母。因植花滿庭，故晚號“花隐”。工詩詞，有《花隐诗存》、《花隐词剩》傳世。